# Metranca
Metranca ou blast beat é um padrão rítmico de bateria amplamente utilizado em estilos musicais extremos que faz uso de baquetadas rápidas alternadas ou coincidentes na caixa e no chimbal ou ride. Assim, a caixa e o chimbal (ou prato) formam a levada da batida, enquanto o bumbo é tocado entre eles para criar uma "parede sonora". Pode-se também coincidir a baquetada da caixa com a do prato de ataque ou do china, para um efeito ainda mais carregado.

## História
O termo "metranca" é utilizado no Brasil, em alusão à semelhança da sonoridade do blast beat com o de uma metralhadora.
A metranca tem suas raízes no punk hardcore, mais notadamente na música Makes No Sense da banda Dirty Rotten Imbeciles — do primeiro LP da banda, Dirty Rotten, de 1983 — e na Riot Fight dos Beastie Boys — do primeiro EP da banda, Pollywog Stew, de 1982. Outras raízes podem ser encontradas na banda holandesa Lärm e na norte-americana Cyanamid.
O Napalm Death, mais precisamente o baterista Mick Harris foi quem iniciou o uso do blast beat na forma que ela é utilizada atualmente, em meados de 82, e foi certamente quem influenciou e difundiu esta pratica.
A metranca tornou-se um dos elementos-chave nos gêneros grindcore, death metal e black metal, evoluindo juntamente com esses estilos, com bateristas executando metrancas cada vez mais rápidas e precisas à medida que a técnica ia se aprimorando. Entretanto, a metranca aparece em outros gêneros pesados de vez em quando, para adicionar velocidade, densidade e percussividade ao som.
No Brasil foi começada por D.D. Crazy da banda Sarcófago. Considerado, talvez, o primeiro a ter tocado a metranca.[carece de fontes?]

## Características
As primeiras metrancas eram geralmente bastante lentas e menos precisas se comparadas aos padrões atuais. Hoje em dia, uma metranca é normalmente tocada em andamentos de 160 a 180 BPM, existindo ainda as chamadas "hipermetrancas" (hyperblast beats) na faixa dos 240 a 260 BPM.
As metrancas mais comuns consistem de padrões de colcheias entre o bumbo e a caixa simultaneamente com o chimbal ou o ride. Variações existem com o uso dos pratos de ataque, pratos china e até mesmo pandeirolas para acentuar ou variar o clima em determinadas passagens, de forma progressiva ou não.
Ao executar colcheias ou tercinas de colcheia, alguns bateristas preferem tocar em sincronia com apenas um pé, enquanto outros dividem as batidas do bumbo entre os dois pés (para os que usam pedal duplo ou dois bumbos).
Exemplos de notação de metranca:

## Bateristas
Alguns bateristas fazem uso frequente de metrancas, dentre os quais podemos citar:
- Aaron Kitcher (Infant Annihilator)

- Charlie Benante (Anthrax, S.O.D.)
- D.D. Crazy (Sarcófago)
- Dave Mackintosh  (DragonForce)
- Frost (Satyricon, ex-Gorgoroth)
- Max Kolesne (Krisiun)
- Mick Harris (Napalm Death)
- Nicholas Barker (ex-Dimmu Borgir, Brujeria, Cradle Of Filth, Old Man's Child, Testament, Benediction, Lock Up)
- Pete Sandoval (Morbid Angel, Terrorizer)
- Derek Roddy (ex-Hate Eternal)
- George Kollias (Nile)
- Paul Mazurkiewicz (Cannibal Corpse)
- Ken Owen (Carcass)
- Shannon Lucas (The Black Dahlia Murder)
- Jan Axel Blomberg (Mayhem, Dimmu Borgir)
- Joey Jordison (Slipknot)
- Álex López (ex-Suicide Silence)
- Inferno (Behemoth)
- Steve Asheim (Deicide)
- Jukka Nevalainen (Nightwish)
- Dominator (Dark Funeral)